# 次导数

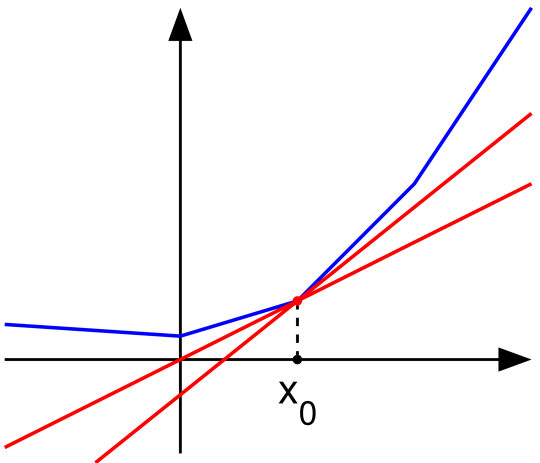
凸函数（蓝）和x_{0}处的“次切线”（红）

次导数（英语：subderivative）、次微分（英语：subdifferential）、次切線（英语：subtangent lines）和次梯度（英语：subgradient）的概念出现在凸分析，也就是凸函数的研究中。要注意的是，次切線（subtangent lines）和次切距（subtangent）是不同的。
设f:I→R是一个实变量凸函数，定义在实数轴上的开区间内。这种函数不一定是处处可导的，例如绝对值函数f(x)=|x|。但是，从右面的图中可以看出（也可以严格地证明），对于定义域中的任何x0，我们总可以作出一条直线，它通过点(x0, f(x0))，并且要么接触f的图像，要么在它的下方。这条直线的斜率称为函数的次导数。

## 定义
凸函数f:I→R在点x0的次导数，是实数c使得：
{\displaystyle f(x)-f(x_{0})\geq c(x-x_{0})}
对于所有I内的x。我们可以证明，在点x0的次导数的集合是一个非空闭区间[a, b]，其中a和b是单侧极限
{\displaystyle a=\lim _{x\to x_{0}^{-}}{\frac {f(x)-f(x_{0})}{x-x_{0}}}}
{\displaystyle b=\lim _{x\to x_{0}^{+}}{\frac {f(x)-f(x_{0})}{x-x_{0}}}}
它们一定存在，且满足a ≤ b。
所有次导数的集合[a, b]称为函数f在x0的次微分。

## 例子
考虑凸函数f(x)=|x|。在原点的次微分是区间[−1, 1]。x0<0时，次微分是单元素集合{-1}，而x0>0，则是单元素集合{1}。

## 性质
- 凸函数f:I→R在x0可导，当且仅当次微分只由一个点组成，这个点就是函数在x0的导数。

- 点x0是凸函数f的最小值，当且仅当次微分中包含零，也就是说，在上面的图中，我们可以作一条水平的“次切线”。这个性质是“可导函数在极小值的导数是零”的事实的推广。

## 次梯度
次导数和次微分的概念可以推广到多元函数。如果f:U→ R是一个实变量凸函数，定义在欧几里得空间Rn内的凸集，则该空间内的向量v称为函数在点x0的次梯度，如果对于所有U内的x，都有：
{\displaystyle f(x)-f(x_{0})\geq v\cdot (x-x_{0})}
所有次梯度的集合称为次微分，记为∂f(x0)。次微分总是非空的凸紧集。